# Kanurennsport-Europameisterschaften 1997
Die Kanurennsport-Europameisterschaften 1997 fanden in Plowdiw in Bulgarien statt. Es waren die 11. Europameisterschaften, Ausrichter war der Europäische Kanuverband ECA. Es war die erste Ausgabe der Wettkämpfe unter Leitung des ECA und die erste Austragung seit den Wettbewerben 1969 in Moskau.

## Ergebnisse
Insgesamt wurden Wettbewerbe in 26 Kategorien ausgetragen, davon 8 für Frauen.

### Herren

#### Kanadier
| Disziplin | Disziplin | Gold                                                                             | Leistung     | Silber                                                           | Leistung     | Bronze                                                                  | Leistung     |
| --------- | --------- | -------------------------------------------------------------------------------- | ------------ | ---------------------------------------------------------------- | ------------ | ----------------------------------------------------------------------- | ------------ |
| C1        | 200 m     | Slavomír Kňazovický                                                              | 40,118 s     | Aljaksandr Massjajkou                                            | 40,658 s     | Michał Śliwiński                                                        | 40,963 s     |
| C1        | 500 m     | Nikolaj Buchalow                                                                 | 1:55,487 min | Martin Doktor                                                    | 1:56,217 min | György Kolonics                                                         | 1:56,662 min |
| C1        | 1000 m    | Martin Doktor                                                                    | 3:58,143 min | Nikolaj Buchalow                                                 | 3:59,818 min | Patrick Schulze                                                         | 4:00,733 min |
| C2        | 200 m     | RusslandWladimir Ladoscha Pawel Konowalow                                        | 35,998 s     | UngarnMiklós Buzál Attila Végh                                   | 36,328 s     | BulgarienStanimir Atanassow Dimitar Atanasow                            | 36,563 s     |
| C2        | 500 m     | PolenDaniel Jędraszko Paweł Baraszkiewicz                                        | 1:48,658 min | UngarnGyörgy Kolonics Csaba Horváth                              | 1:49,442 min | RusslandPawel Konowalow Wladimir Ladoscha                               | 1:50,937 min |
| C2        | 1000 m    | UngarnCsaba Horváth György Kolonics                                              | 33,528 s     | RumänienMarcel Glăvan Antonel Borșan                             | 3:38,120 min | DeutschlandStefan Utess Lars Kober                                      | 3:38,385 min |
| C4        | 200 m     | RusslandPawel Konowalow Wladimir Ladoscha Wladislaw Polsunow Alexander Kostoglod | 33,528 s     | SlowakeiPeter Páleš Slavomír Kňazovický Juraj Filip Csaba Orosz  | 33,973 s     | TschechienPavel Bednář Petr Procházka Petr Fuksa Tomáš Křivánek         | 34,013 s     |
| C4        | 500 m     | UngarnCsaba Hüttner Csaba Horváth László Szuszkó Béla Belicza                    | 1:35,654 min | RumänienFlorin Popescu Cosmin Pasca Antonel Borşan Marcel Glăvan | 1:37,063 min | BulgarienRumen Nikolow Georgi Nikolow Martin Marinow Blagowest Stojanow | 1:37,588 min |
| C4        | 1000 m    | RumänienFlorin Popescu Marcel Glăvan Antonel Borşan Cosmin Pasca                 | 3:15,911 min | UngarnLászló Szuszkó Csaba Hüttner Gábor Furdok Gábor Balgovits  | 3:17,191 min | PolenPiotr Midloch Daniel Jędraszko Paweł Midloch Paweł Baraszkiewicz   | 3:18,511 min |

#### Kajak
| Disziplin | Disziplin  | Gold                                                             | Leistung     | Silber                                                                   | Leistung     | Bronze                                                                   | Leistung     |
| --------- | ---------- | ---------------------------------------------------------------- | ------------ | ------------------------------------------------------------------------ | ------------ | ------------------------------------------------------------------------ | ------------ |
| K1        | 200 Meter  | Vince Fehérvári                                                  | 34,973 s     | Grzegorz Kotowicz                                                        | 35,818 s     | Ezio Caldognetto                                                         | 36,183 s     |
| K1        | 500 Meter  | Botond Storcz                                                    |              | Grzegorz Kotowicz                                                        |              | Geza Magyar                                                              |              |
| K1        | 1000 Meter | Botond Storcz                                                    | 3:30,380 min | Knut Holmann                                                             | 3:30,535 min | Beniamino Bonomi                                                         | 3:35,605 min |
| K2        | 200 Meter  | UngarnRóbert Hegedűs Vince Fehérvári                             | 32,058 s     | RumänienRomică Şerban Florin Scoica                                      | 32,628 s     | PolenMaciej Freimut Adam Wysocki                                         | 32,743 s     |
| K2        | 500 Meter  | ItalienLuca Negri Beniamino Bonomi                               | 1:32,699 min | PolenAdam Wysocki Maciej Freimut                                         | 1:33,449 min | UngarnRóbert Hegedűs Péter Almási                                        | 1:33,654 min |
| K2        | 1000 Meter | ItalienLuca Negri Antonio Rossi                                  | 3:11,546 min | PolenDariusz Białkowski Grzegorz Kotowicz                                | 3:12,091 min | BulgarienMilko Kasanow Andrian Duschew                                   | 3:13,751 min |
| K4        | 200 Meter  | UngarnGyula Kajner Vince Fehérvári Zoltán Páger István Beé       | 29,023 s     | RusslandAnatoli Tischtschenko Oleg Gorobi Sergei Werlin Alexander Iwanik | 29,213 s     | PolenPiotr Markiewicz Grzegorz Kotowicz Adam Wysocki Marek Witkowski     | 29,473 s     |
| K4        | 500 Meter  | UngarnRóbert Hegedűs Zoltán Kammerer Ákos Vereckei Botond Storcz | 1:23,244 min | PolenMariusz Wieczorek Grzegorz Andziak Paweł Łakomy Piotr Olszewski     | 1:23,619 min | RusslandSergei Werlin Alexander Iwanik Oleg Gorobi Anatoli Tischtschenko | 1:24,414 min |
| K4        | 1000 Meter | UngarnZoltán Kammerer Péter Almási Zsombor Borhi Róbert Hegedűs  | 2:54,848 min | SlowakeiMartin Hlusko Michal Riszdorfer Zsolt Bogdany Juraj Bača         | 2:55,888 min | PolenPiotr Markiewicz Adam Seroczyński Marek Witkowski Grzegorz Kaleta   | 2:56,043 min |

### Frauen

#### Kajak
| Disziplin | Disziplin  | Gold                                                       | Leistung     | Silber                                                                | Leistung     | Bronze                                                                            | Leistung     |
| --------- | ---------- | ---------------------------------------------------------- | ------------ | --------------------------------------------------------------------- | ------------ | --------------------------------------------------------------------------------- | ------------ |
| K1        | 200 Meter  | Josefa Idem                                                | 41,018 s     | Ursula Profanter                                                      | 41,502 s     | Ingrid Haralamov-Raimann                                                          | 41,692 s     |
| K1        | 500 Meter  | Josefa Idem                                                | 1:57,877 min | Szilvia Mednyánszky                                                   | 1:58,692 min | Ursula Profanter                                                                  | 1:58,827 min |
| K1        | 1000 Meter | Josefa Idem                                                | 3:58,519 min | Ursula Profanter                                                      | 3:59,373 min | Kinga Bóta                                                                        | 4:03,183 min |
| K2        | 200 Meter  | PolenElżbieta Urbańczyk Izabela Dylewska                   | 37,228 s     | SpanienIzaskun Aramburu Beatriz Manchón                               | 37,323 s     | RumänienMariana Limbău Raluca Ioniță                                              | 37,923 s     |
| K2        | 500 Meter  | SpanienIzaskun Aramburu Beatriz Manchón                    | 1:50,347 min | RumänienSanda Toma Mariana Limbău                                     | 1:50,372 min | ItalienJosefa Idem Rosetta Ravetta                                                | 1:50,832 min |
| K2        | 1000 Meter | PolenElżbieta Urbańczyk Izabela Dylewska                   | 3:38,860 min | UngarnKatalin Kovács Andrea Barócsi                                   | 3:39,664 min | RumänienSanda Toma Mariana Limbău                                                 | 3:40,989 min |
| K4        | 200 Meter  | RumänienRaluca Ioniță Sanda Toma Elena Radu Mariana Limbău | 33,778 s     | SpanienAna María Penas Belén Sánchez Beatriz Manchón Izaskun Aramburu | 33,888 s     | RusslandNatalja Guli Jelena Tissina Larissa Peissachowitsch Tatjana Tischtschenko | 34,428 s     |
| K4        | 500 Meter  | RumänienElena Radu Mariana Limbău Raluca Ioniță Sanda Toma | 1:34,964 min | UngarnKatalin Kovács Andrea Barócsi Szilvia Szabó Kinga Dékány        | 1:36,363 min | SpanienBelén Sánchez Izaskun Aramburu Beatriz Manchón Ana María Penas             | 1:36,998 min |

## Medaillenspiegel
| Platz  | Land        | Gold | Silber | Bronze | Gesamt |
| ------ | ----------- | ---- | ------ | ------ | ------ |
| 1      | Ungarn      | 9    | 6      | 3      | 18     |
| 2      | Italien     | 5    | 0      | 3      | 8      |
| 3      | Polen       | 3    | 5      | 4      | 12     |
| 4      | Rumänien    | 3    | 4      | 3      | 10     |
| 5      | Russland    | 2    | 1      | 3      | 6      |
| 6      | Spanien     | 1    | 2      | 1      | 4      |
| 7      | Slowakei    | 1    | 2      | 0      | 3      |
| 8      | Bulgarien   | 1    | 1      | 3      | 5      |
| 9      | Tschechien  | 1    | 1      | 1      | 3      |
| 10     | Österreich  | 0    | 2      | 1      | 3      |
| 11     | Norwegen    | 0    | 1      | 0      | 1      |
| 11     | Belarus     | 0    | 1      | 0      | 1      |
| 13     | Deutschland | 0    | 0      | 2      | 2      |
| 14     | Schweiz     | 0    | 0      | 1      | 1      |
| 14     | Ukraine     | 0    | 0      | 1      | 1      |
| Gesamt |             | 26   | 26     | 26     | 78     |